# Franciszek Niżałowski
Franciszek Tomasz Niżałowski (ur. 18 września 1859 we Lwowie, zm. 9 sierpnia 1937 tamże) – doktor prawa, generał audytor cesarskiej i królewskiej Armii, generał dywizji Wojska Polskiego, prezes Najwyższego Sądu Wojskowego.

## Życiorys

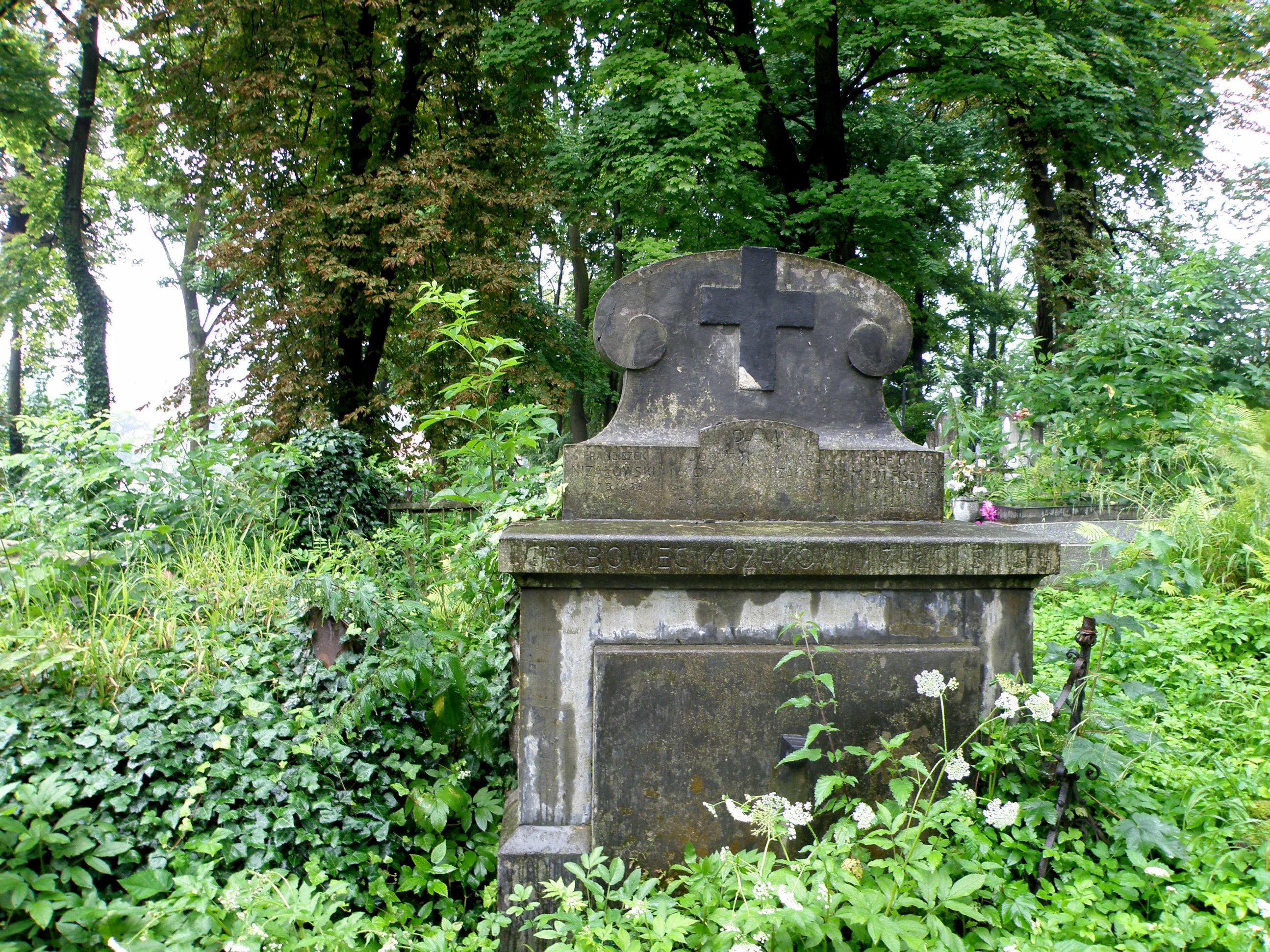
Grobowiec rodziny Kozaków, w którym pochowano gen. Franciszka Niżałowskiego

Szkołę średnią ukończył we Lwowie. Następnie w 1881 ukończył studia na Wydziale Prawa Uniwersytetu Lwowskiego. 9 stycznia 1879 rozpoczął ochotniczą, jednoroczną służbę wojskową w 30 Pułku Piechoty Cesarskiej i Królewskiej Armii we Lwowie. W 1880 został podporucznikiem rezerwy. 13 marca 1882, po zakończeniu studiów, rozpoczął służbę zawodową w C. i K. Armii jako praktykant audytoriatu. Służył kolejno w Temesvár, audytor w 13 Pułku Piechoty w Krakowie (1887-1891), potem w Peczu na Węgrzech. W 1893 został audytorem sztabowym. W kwietniu 1902 został referentem do spraw sprawiedliwości w Dowództwie XIV Korpusu w Innsbrucku. W 1911 został referentem w Najwyższym Sądzie Wojskowym w Wiedniu. 1 lipca 1914 mianowany został prezydentem senatu Najwyższego Sądu Obrony Krajowej. Pozostawał na tym stanowisku do 13 grudnia 1918 ciesząc się uznaniem władz, czego wyrazem były pochwały cesarskie.
16 grudnia 1918 został przyjęty do Wojska Polskiego. W styczniu 1919 otrzymał przydział służbowy do Departamentu Wojskowo-Prawnego Ministerstwa Spraw Wojskowych. 1 marca 1919 został mianowany I prezydentem Najwyższego Sądu Wojskowego. Pozostawał na tym stanowisku do 1 kwietnia 1921, kiedy to został przeniesiony w stan spoczynku. 8 kwietnia 1919 rozkazem 1443 został mianowany przewodniczącym Komisji Kwalifikacyjnej Korpusu Sądowego Wojska Polskiego. Osiadł w Warszawie, potem we Lwowie. Tam zmarł i został pochowany na Cmentarzu Łyczakowskim.

## Awanse
W Cesarskiej i Królewskiej Armii:
- podporucznik (Leutnant) - 1880
- porucznik audytor (Oberleutnantauditor) – 1883
- kapitan audytor II klasy (Hauptmannauditor 1 Klasse) – 1885
- kapitan audytor I klasy (Hauptmannauditor 2 Klasse) – 1887
- major audytor (Majorauditor) – 1895
- podpułkownik audytor (Oberstleutnant-Auditor) – 1 listopada 1901
- pułkownik audytor (Oberstauditor) - 1907
- generał audytor (General-Auditor) - 1 listopada 1911

Do Wojska Polskiego przyjęty został w stopniu generała podporucznika z prawem do używania tytułu generała porucznika. 1 kwietnia 1921 przeniesiony został w stan spoczynku w stopniu rzeczywistego generała porucznika. 26 października 1923 Prezydent RP zatwierdził go w stopniu generała dywizji ze starszeństwem z 1 czerwca 1919.

## Ordery i odznaczenia
- Medal Dziesięciolecia Odzyskanej Niepodległości (Polska)
- Kawaler Orderu Franciszka Józefa (Austro-Węgry, 1916)[4][5]
- Order Korony Żelaznej III klasy
- Medal Jubileuszowy Pamiątkowy dla Sił Zbrojnych i Żandarmerii[4]
- Krzyż Jubileuszowy Wojskowy[4]